# Quartieri di Mendrisio
La città di Mendrisio è suddivisa in 10 quartieri, coincidenti con gli ex comuni che sono stati aggregati alla città.
Al 31 dicembre 2014 la città conta 15 481 abitanti su una superficie di 32,01 km2 di superficie.

## I quartieri

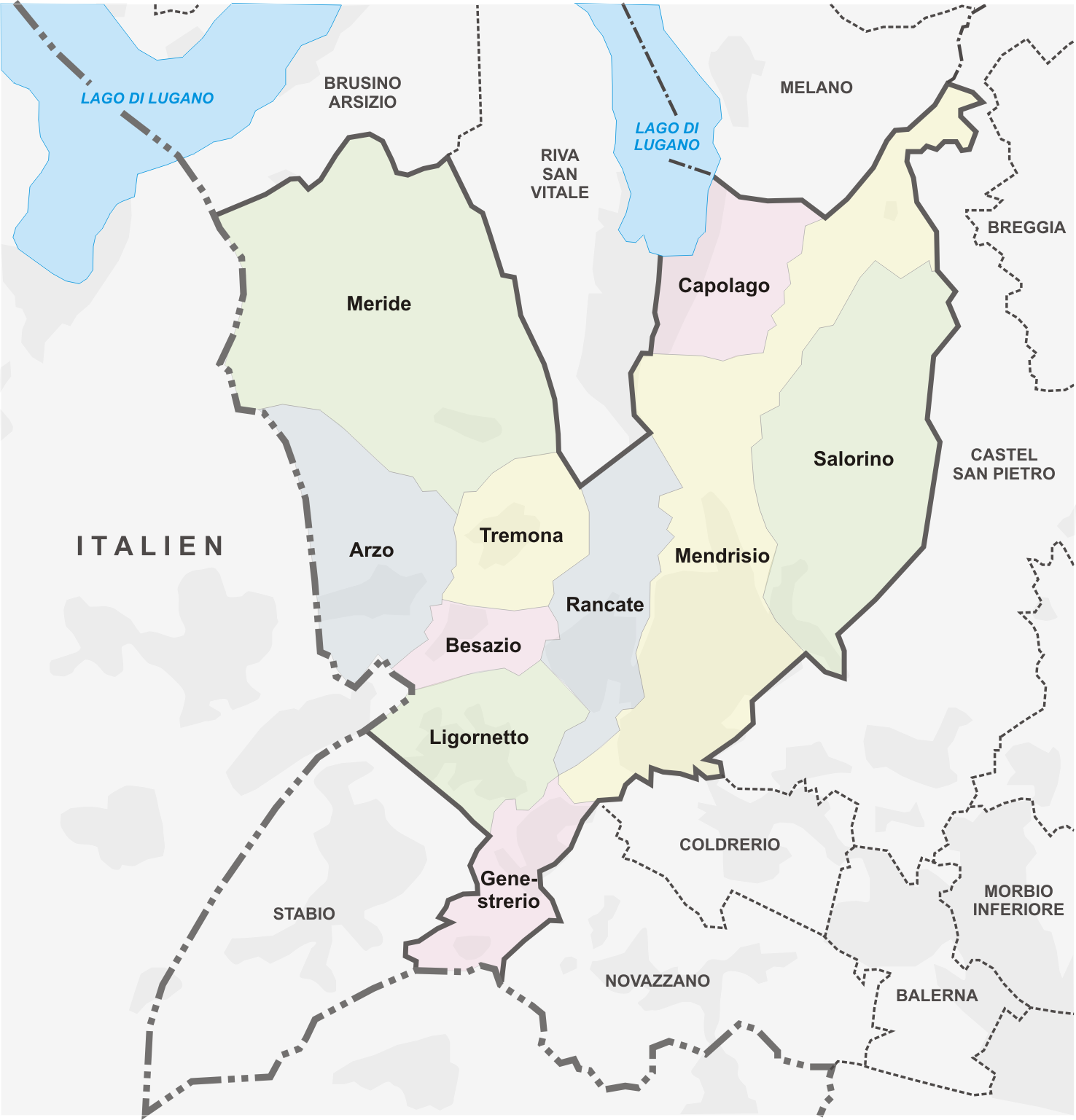
Quartieri di Mendrisio (2013)

| Quartiere   | Abitanti | Superficie in km² | Data di aggregazione | Mappa |
| ----------- | -------- | ----------------- | -------------------- | ----- |
| Arzo        | 1 241    | 2,79              | 2009                 |       |
| Besazio     | 609      | 0,88              | 2013                 |       |
| Capolago    | 837      | 1,77              | 2009                 |       |
| Genestrerio | 1 113    | 1,45              | 2009                 |       |
| Ligornetto  | 1 765    | 2,02              | 2013                 |       |
| Mendrisio   | 6 971    | 6,69              | -                    |       |
| Meride      | 337      | 7,46              | 2013                 |       |
| Rancate     | 1 583    | 2,28              | 2009                 |       |
| Salorino    | 500      | 4,99              | 2004                 |       |
| Tremona     | 525      | 1,61              | 2009                 |       |